# Monte la Trinità
Il Monte La Trinità (609,6 m s.l.m.)  è una montagna dei Monti Lepini nell'Antiappennino laziale, che si trova nel Lazio, nella provincia di Latina, nel territorio del comune di Bassiano.

## Descrizione
Il monte, sulla cui cima si trova l'antico santuario della SS.Trinità, sovrasta l'abitato di Bassiano.